# Угорська реформатська церква
Угорська реформатська церква (угор. Magyarországi Református Egyház) — кальвіністська деномінація Угорщини, якій належить 20% населення країни  (Переважно в Альфельді ). Очолюється єпископом Дебрецена . Кальвінізм є другим віросповіданням Угорщини після католицизму. Як і інші протестанти угорські реформати визнають тільки два таїнства і відкидають ікони.
Центральним собором церкви вважається собор Дебрецена в стилі класицизму на 3000 місць .

## Історія
Спочатку в 1545 році угорські протестанти прийняли Аугсбургське сповідання , але потім звернулися до кальвінізму, прийнявши в 1567 році гельветське сповідання. Надалі німецько-угорське протистояння призвело до того, що німці консолідувалися під прапором лютеранства, а угорці — кальвінізму.

### Закарпатська реформатська церква
Закарпатська реформатська церква — протестантська конфесія кальвіністського напряму (див. Протестантизм), тісно пов'язана з історією угорського народу та Угорщини. Дотримується II Гельвецького символу віри (прийнятий 1564, автор – швейцарський теолог Г.Буллінгер). У Закарпатті існує від 1545. Реформати зазнавали тут утисків у 17–18 ст. У 20 ст. проти цієї церкви діяли обмежувальні заходи з боку чехословацького уряду, а в 1940–50-ті рр. – з боку владних органів УРСР (до Сибіру було депортовано близько 40 тис. віруючих). 2000 З.р.ц. мала в своєму складі 90 храмів, 108 громад, які об'єднували понад 140 тис. віруючих.

## Організація
Вищий орган Угорської реформатської церкви — синод (zsinat), між синодами — синодальна рада (Zsinati Tanács).
Угорська реформатська церква складається з 4 церковних районів (egyházkerület), вищий орган церковного району — церковні районні збори (egyházkerületi közgyűlés), найвища посадова особа церковного району — єпископ (püspök), церковні райони з 27 церковних областей (egyházmegye) на чолі з пресвітерами (esperes), церковні області з церковних громад (egyházközség), вищий орган церковної громади — церковні збори (egyházközségi közgyűlés), де найвища посадова особа пастор (lelkipásztor).